# Wenman Wykeham-Musgrave
Wenman Humfrey Wykeham-Musgrave, dit Kit, né le 4 avril 1899 à Barford et mort en 1989, est un officier britannique de la Royal Navy, actif durant les Première et Seconde Guerres mondiales. Il présente la particularité d’avoir survécu en une même journée aux torpillages successifs de trois navires.

## Biographie

### Jeunesse
Wenman Wykeham-Musgrave est né le 4 avril 1899 à Barford, dans le Warwickshire, en Angleterre. Il effectue ses études au Royal Naval College de l'île de Wight, puis à celui de Dartmouth.

### Action du 22 septembre 1914

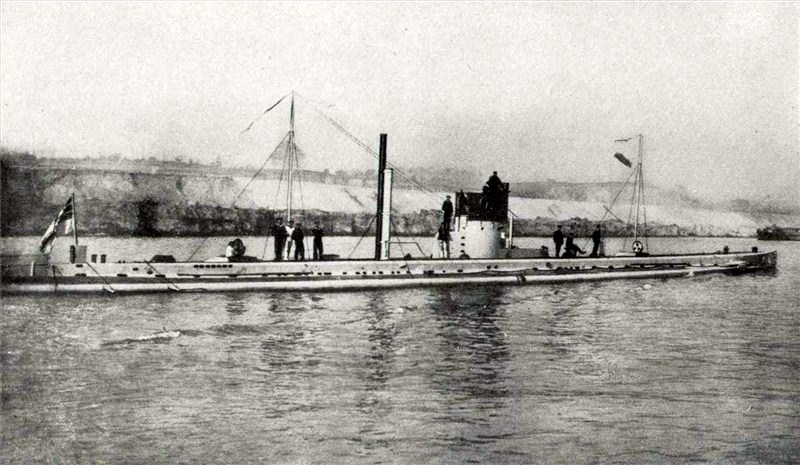
Le sous-marin allemand U-9.

Au début de la Première Guerre mondiale, il est embarqué comme midshipman à bord du HMS Aboukir. Le matin du 22 septembre 1914, celui-ci patrouille avec deux de ses sister-ships, les croiseurs cuirassés HMS Hogue et HMS Cressy, au large de la côte hollandaise, à proximité du Dogger Bank, dans la zone des Broad Fourteens. Les trois navires sont alors attaqués par le sous-marin allemand U-9, sous le commandement du Kapitänleutnant Otto Weddigen. La fille de Wenman Wykeham-Musgrave racontera son histoire lors d’une interview à la BBC en 2003 : 

« Il est passé par-dessus bord lorsque l’Aboukir était en train de couler, et il a nagé comme un fou pour échapper à la succion. Il était juste en train d’arriver sur le Hogue lorsque celui-ci a été torpillé. Il a alors nagé jusqu'au Cressy, qui a également été torpillé. Il a dû trouver un morceau de bois qui flottait, s'est évanoui, et a fini par être repêché par un chalutier néerlandais. »

 En effet, le sous-marin a torpillé les trois croiseurs en l'espace d'une heure.

### Vie ultérieure
Après avoir survécu à la guerre, Wenman Wykeham-Musgrave se réengage dans la Royal Navy, où il atteint en 1939 le grade de lieutenant commander.